# Shengli (köpinghuvudort i Kina, Heilongjiang Sheng, lat 45,80, long 128,05)
Shengli (kinesiska: 胜利, 胜利镇) är en köpinghuvudort i Kina. Den ligger i provinsen Heilongjiang, i den nordöstra delen av landet, omkring 110 kilometer öster om provinshuvudstaden Harbin. Antalet invånare är 28 890. Befolkningen består av 14 058 kvinnor och 14 832 män. Barn under 15 år utgör 15,0 %, vuxna 15-64 år 78 %, och äldre över 65 år 6,0 %.
Runt Shengli är det ganska tätbefolkat, med 116 invånare per kvadratkilometer. Närmaste större samhälle är Mulan, 16,4 km norr om Shengli. Trakten runt Shengli består till största delen av jordbruksmark.
Genomsnittlig årsnederbörd är 873 millimeter. Den regnigaste månaden är juli, med i genomsnitt 183 mm nederbörd, och den torraste är januari, med 9 mm nederbörd.